# San Mateo (Aragua)
Pour les articles homonymes, voir San Mateo et Mateo (homonymie).
San Mateo est une ville du Venezuela, chef-lieu de la municipalité de Bolívar dans l'État d'Aragua.

## Géographie
La ville est située dans au point où le río Aragua, le plus important des affluents du lac de Valencia qui en creuse la dépression tectonique, pénètre dans les vallées d'Aragua (Valles de Aragua en espagnol), une riche région agricole.

## Population et société
Selon l'office statistique vénézuélien, la population totale de la municipalité de Bolívar s'élève à 33 593 en 1990 et habitants et 38 062 habitants en 2001, ce qui représente un solde positif de 13.8 %. Ce taux est inférieur à celui de l'État qui s'élève pour la même période à 29.4 %, probablement en raison de la proximité des villes de La Victoria et Turmero, les deux pôles d'attraction majeurs de la région en ce qui concerne l'arrivée des migrants.

## Sources
- (es) Cet article est partiellement ou en totalité issu de l’article de Wikipédia en espagnol intitulé « San Mateo (Aragua) » (voir la liste des auteurs).